# 科肯德尔效应
科肯德尔效应（英語：Kirkendall effect），是指二种原子扩散速率不同金属的介面，经扩散后发生移动的现象。这是歐内斯特·科肯德爾于1947年在韋恩州立大學任化学工程系助理教授时用黄铜（70%銅和30%鋅）和铜，接触面用钼丝做记号，在785摄氏度扩散56天后的实验结果发现的。
此前，金属原子扩散机理的要点认为：
- 金属扩散原子和原来原子交换位置；
- 金属扩散原子和原子缺位交换位置；
- 扩散金属间的介面经扩散处理后，不会发生移动。

科肯德尔效应与原有的金属扩散机理最根本区别是，二种扩散系数不同的金属接触，它们之间的介面，经扩散处理后会发生移动；介面向扩散系数大的金属这边移动。科肯德尔效应说明；不同金属具有不同的扩散系数。
柯肯效应在金属冶金，扩散理论，和焊接等方面都有重要的应用；例如：用它控制固体连接边界处所形成的空洞；用来制造空洞纳米颗粒和纳米管等。